# درة رمادية الرأس
درة رمادية الرأس (الاسم العلمي: Psittacula finschii) هو نوع من جنس بستاكولا.